# Тарнопольское муниципальное образование
Тарнопольское муниципальное образование — муниципальное образование со статусом сельского поселения в Балаганском районе Иркутской области России. 
Административный центр — село Тарнополь.

## Демография
По результатам Всероссийской переписи населения 2010 года
численность населения муниципального образования составила 900 человек, в том числе 426 мужчин и 474 женщины.
| 2010 | 2011 | 2012 | 2013 | 2014 | 2015 | 2016 |
| ---- | ---- | ---- | ---- | ---- | ---- | ---- |
| 900  | →900 | ↘859 | ↘847 | ↗859 | ↘855 | ↘846 |
| 2017 |      |      |      |      |      |      |
| ↘822 |      |      |      |      |      |      |

## Населённые пункты
- село Тарнополь
- деревня Анучинск
- деревня Метляева